# T2-Tanker

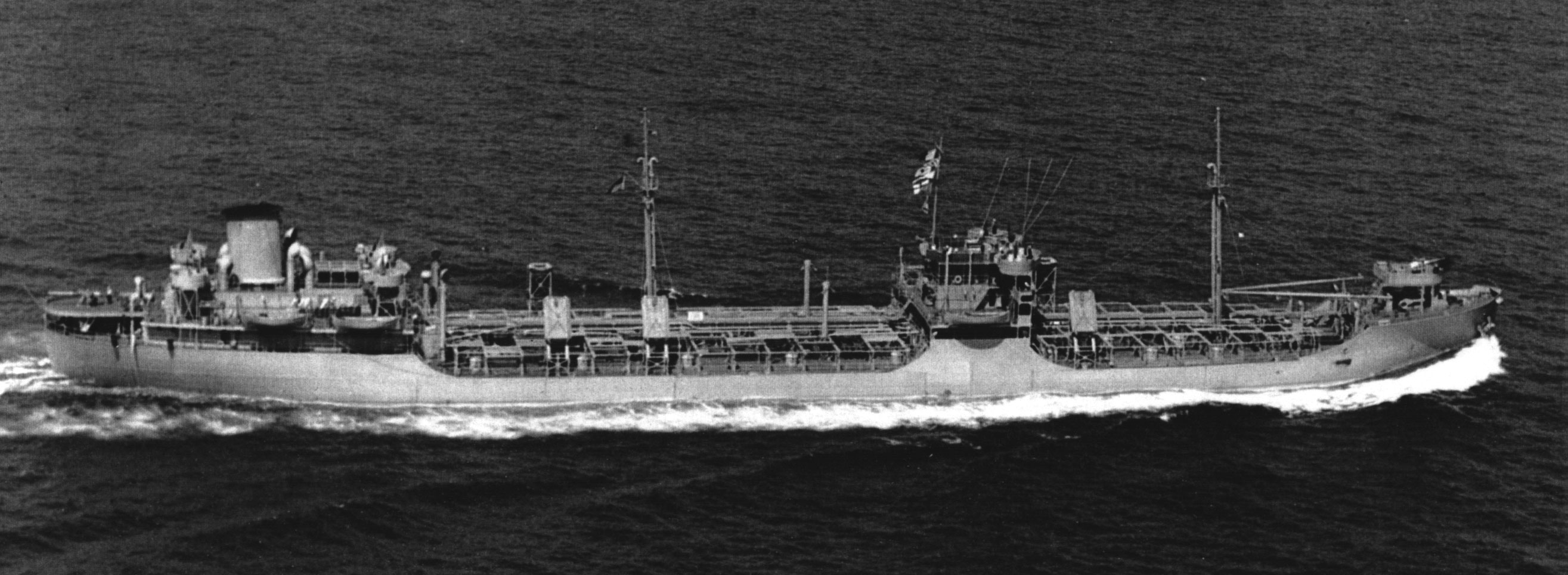
Der T2-Tanker Hat Creek im August 1943

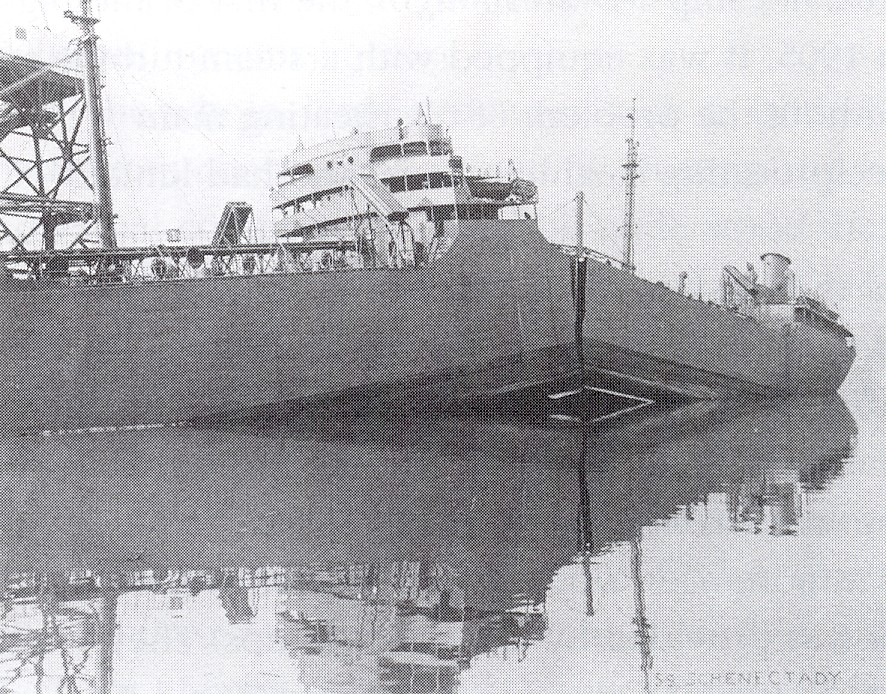
Der T2-Tanker Schenectady brach aufgrund von Metallversprödung in zwei Teile

Der Tankschiffstyp T2, oder einfach T2-Tanker, war ein Serien-Frachtschiffstyp, der während des Zweiten Weltkrieges auf verschiedenen Werften in den Vereinigten Staaten gebaut wurde.

## Geschichte
Der Schiffstyp entstand von 1939 bis 1945 in 525 Einheiten und vier Ausführungen. Der T2 galt damals als einer der besten Handelsschiffsentwürfe. Viele dieser Schiffe blieben auch nach dem Zweiten Weltkrieg noch für mehrere Jahre im Einsatz, einige jedoch mit einer neuen Mittelschiffsektion und neuer Antriebsanlage. Die Esso Manchester, ex Santiago, vom Typ T2-SE-A1 der Sun Shipbuilding and Drydock Company in Chester, Pennsylvania, mit dem Baujahr 1944 blieb nahezu unverändert bis zu ihrer Verschrottung im Jahr 1963 in Dienst. Insbesondere in den ersten Jahren der Containerisierung wurde eine größere Anzahl von T2-Tankern zu Containerschiffen umgebaut. Verglichen mit Umbauten anderer Schiffstypen stellten sich die T2-Umbauten hierbei als sehr geeignet heraus.

### T2-Grundentwurf
Grundlage des T2-Standardtankers waren die beiden 1939 gebauten Tanker Mobilfuel und Mobillube. Die beiden von der Werft Bethlehem-Sparrows Point Shipyard in Maryland gebauten Schiffe wurden von einer Dampfturbine mit 12.000 PS, die auf einen Einzelpropeller wirkt, angetrieben. Sechs weitere Schiffe dieses Typs entstanden bei der Werft als Zivilbauten, wurden aber nach dem Angriff auf Pearl Harbor von der United States Navy übernommen.

### T2-A-Entwurf
Der T2-A-Tankertyp hatte größere Abmessungen und erreichte eine höhere Maximalgeschwindigkeit als der Grundentwurf.

### T2-SE-A1
Der bei weitem am zahlreichsten gebaute T2-Typ war der T2-SE-A1-Tanker, der ab 1940 als Zivilentwurf von der Werft Sun Shipbuilding Company für die Standard Oil Company in New Jersey entstand. Bei ihnen wurde ein turboelektrischer Antrieb mit 6000-Wellen-PS und einer Maximalleistung von 7240 PS verbaut, was eine Geschwindigkeit von 15 Knoten erlaubte. Nach dem Angriff auf Pearl Harbor veranlasste die United States Maritime Commission den Bau dieses Schiffstyps in großer Anzahl, um eine Versorgung der US-Kriegsschiffe sicherzustellen. Es wurden 481 Schiffe dieses Typs von den Werften Alabama Drydock and Shipbuilding Company in Mobile (Alabama), der Swan Island Werft der Kaiser Company in Portland (Oregon), Marinship Corp. in Sausalito, Kalifornien und der Sun Shipbuilding in Chester (Pennsylvania) gebaut.

### T2-SE-A2
Die T2-SE-A2-Version wurde ausschließlich von der Werft Marinship in Sausalito gebaut und war nahezu identisch mit der T2-SE-A1-Version. Der wesentliche Unterschied bestand im leistungsstärkeren Antrieb mit 10.000 statt 7.240 PS.

### T2-SE-A3
Die T2-SE-A3-Version wurde ebenfalls ausschließlich von der Werft Marinship in Sausalito gebaut und war im Wesentlichen baugleich zur Variante T2-SE-A2. Die Besonderheit dieser Version bestand in der Ausstattung als Marinetanker der US-Navy.

## Technische Daten
| Technische Daten T2-Tanker | Technische Daten T2-Tanker                                                                                   | Technische Daten T2-Tanker | Technische Daten T2-Tanker | Technische Daten T2-Tanker | Technische Daten T2-Tanker | Technische Daten T2-Tanker | Technische Daten T2-Tanker | Technische Daten T2-Tanker | Technische Daten T2-Tanker |
| Ausführung                 | Werften | Vermessung                 | Tragfähigkeit              | Länge über Alles           | Breite                     | Tiefgang                   | Antrieb                    | Leistung                   | Geschwindigkeit            |
| -------------------------- | --- | -------------------------- | -------------------------- | -------------------------- | -------------------------- | -------------------------- | -------------------------- | -------------------------- | -------------------------- |
| T2                         | Bethlehem-Sparrows Point Shipyard                                                                            | 10.221 BRT                 | 15.800 t                   | 152,86 m                   | 20,80 m                    |                            | Dampfturbine               | 12.000 PS                  | 16,5 Knoten                |
| T2-A                       | Bethlehem-Sparrows Point Shipyard                                                                            | 10.600 BRT                 | 16.300 t                   | 160,32 m                   | 20,80 m                    |                            | Dampfturbine               | 12.000 PS                  | 16,5 Knoten                |
| T2-SE-A1                   | Alabama Drydock and Shipbuilding Company, Swan Island Werft, Marinship, Sun Shipbuilding and Drydock Company | 10.448 BRT                 | 16.300 t                   | 159,50 m                   | 20,80 m                    |                            | turboelektrisch            | 7240 PS                    | 15 Knoten                  |
| T2-SE-A2                   | Marinship | 10.500 BRT                 | 16.300 t                   | 159,50 m                   | 20,80 m                    |                            | turboelektrisch            | 10.000 PS                  | 16 Knoten                  |
| T2-SE-A3                   | Marinship | 10.500 BRT                 | 16.300 t                   | 159,50 m                   | 20,80 m                    |                            | turboelektrisch            | 10.000 PS                  | 16 Knoten                  |